# Drapetis discoidalis
Drapetis discoidalis är en tvåvingeart som först beskrevs av Mario Bezzi 1904.  Drapetis discoidalis ingår i släktet Drapetis och familjen puckeldansflugor. Inga underarter finns listade i Catalogue of Life.